# Романувка (Свентокшиське воєводство)
Романувка (пол. Romanówka) — село в Польщі, у гміні Двікози Сандомирського повіту Свентокшиського воєводства.
Населення — 246 осіб (2011).
У 1975—1998 роках село належало до Тарнобжезького воєводства.

## Демографія
Демографічна структура на день 31 березня 2011 року:
|          | Загалом | Допрацездатний вік | Працездатний вік | Постпрацездатний вік |
| -------- | ------- | ------------------ | ---------------- | -------------------- |
| Чоловіки | 122     | 27                 | 82               | 13                   |
| Жінки    | 124     | 18                 | 72               | 34                   |
| Разом    | 246     | 45                 | 154              | 47                   |